# Phialanthus glaberrimus
Phialanthus glaberrimus är en måreväxtart som beskrevs av Attila L. Borhidi. Phialanthus glaberrimus ingår i släktet Phialanthus och familjen måreväxter. Inga underarter finns listade i Catalogue of Life.